# André Frédéric Cournand
André Frédéric Cournand (24.9.1895 – 19.2.1988) là một thầy thuốc và nhà sinh học người Pháp, đã đoạt giải Nobel Sinh lý và Y khoa năm 1956.

## Cuộc đời và Sự nghiệp
Cournand sinh tại Paris, ông đậu bằng cử nhân ở Phân khoa Văn đại học Sorbonne năm 1913, sau đó bắt đầu học y học nhưng bị gián đoạn vì thế chiến thứ nhất. Năm 1914 ông phục vụ trong quân đội Pháp cho tới khi chiến tranh kết thúc, rồi trở lại học y học ở Phân khoa Y học Đại học Paris từ năm 1919 và đậu bằng tiến sĩ y khoa năm 1930 với luận án về sự xơ cứng tỏa lan cấp tính (Acute Disseminated Sclerosis).
Cournand di cư sang Hoa Kỳ năm 1930, và nhập quốc tịch Mỹ năm 1941. Ông làm giáo sư ở College of Physicians and Surgeons (Trường đào tạo thầy thuốc và bác sĩ giải phẫu) thuộc Đại học Columbia và làm việc ở Bệnh viện Bellevue tại thành phố New York, nghiên cứu về sinh lý hô hấp cùng với Dickinson Richards. Chính tại đây lần đầu tiên ông đã thí nghiệm kỹ thuật thông tim và hoàn thiện kỹ thuật này bằng việc dùng tia X để theo dõi việc đưa ống thông qua tĩnh mạch tới tim

## Giải thưởng và Vinh dự
Cournand đoạt giải Nobel Sinh lý và Y khoa năm 1956 chung với Werner Forssmann và Dickinson W. Richards cho sự phát triển kỹ thuật thông tim.
Ngoài ra ông cũng đã đoạt "Huy chương bạc Anders Retzius của Hội Y học nội khoa Thụy Điển" năm 1946, giải Albert Lasker cho nghiên cứu Y học cơ bản năm 1949, giải tưởng niệm John Philipps của Y sĩ đoàn Hoa Kỳ năm 1952, "Huy chương vàng của Viện Y học Hoàng gia Bỉ" và của "Viện Hàn lâm Y học quốc gia Pháp" năm 1956. Ông cũng được thưởng bằng tiến sĩ danh dự của Đại học Strasbourg (1957), Đại học Lyon (1958), Đại học Bruxelles (1959), Đại học Pisa (1961), và Đại học Birmingham (1961).